# Callopepla flammula
Callopepla flammula är en fjärilsart som beskrevs av Hb.-gey. 1832. Callopepla flammula ingår i släktet Callopepla och familjen björnspinnare. Inga underarter finns listade i Catalogue of Life.